# Kościół św. Michała Archanioła w Sępopolu
Kościół Świętego Michała Archanioła – rzymskokatolicki kościół parafialny należący do dekanatu Sępopol archidiecezji warmińskiej.

## Historia
Pierwsze elementy świątyni: prezbiterium i zakrystia zostały wybudowane około 1360-1370 roku, halowy korpus razem z przyziemiem wieży został wzniesiony pod koniec XIV wieku. Sklepienia nawy głównej i chóru zostały zbudowane w pierwszej połowie XV wieku. Wieża została podwyższona na początku XVI wieku, a w 1872 roku został do niej dobudowany drewniany szczyt. W XIX wieku dawna kruchta południowa została przebudowana na kaplicę grobową miejscowych rodzin ziemiańskich von Lockerwitzów i von Kuenheimów. Została ona zwieńczona neogotyckim szczytem w 1865 roku. Od czasów reformacji do 1945 roku kościół znajdował się w posiadaniu gminy ewangelickiej. Po II wojnie światowej przejęli go katolicy.

## Architektura

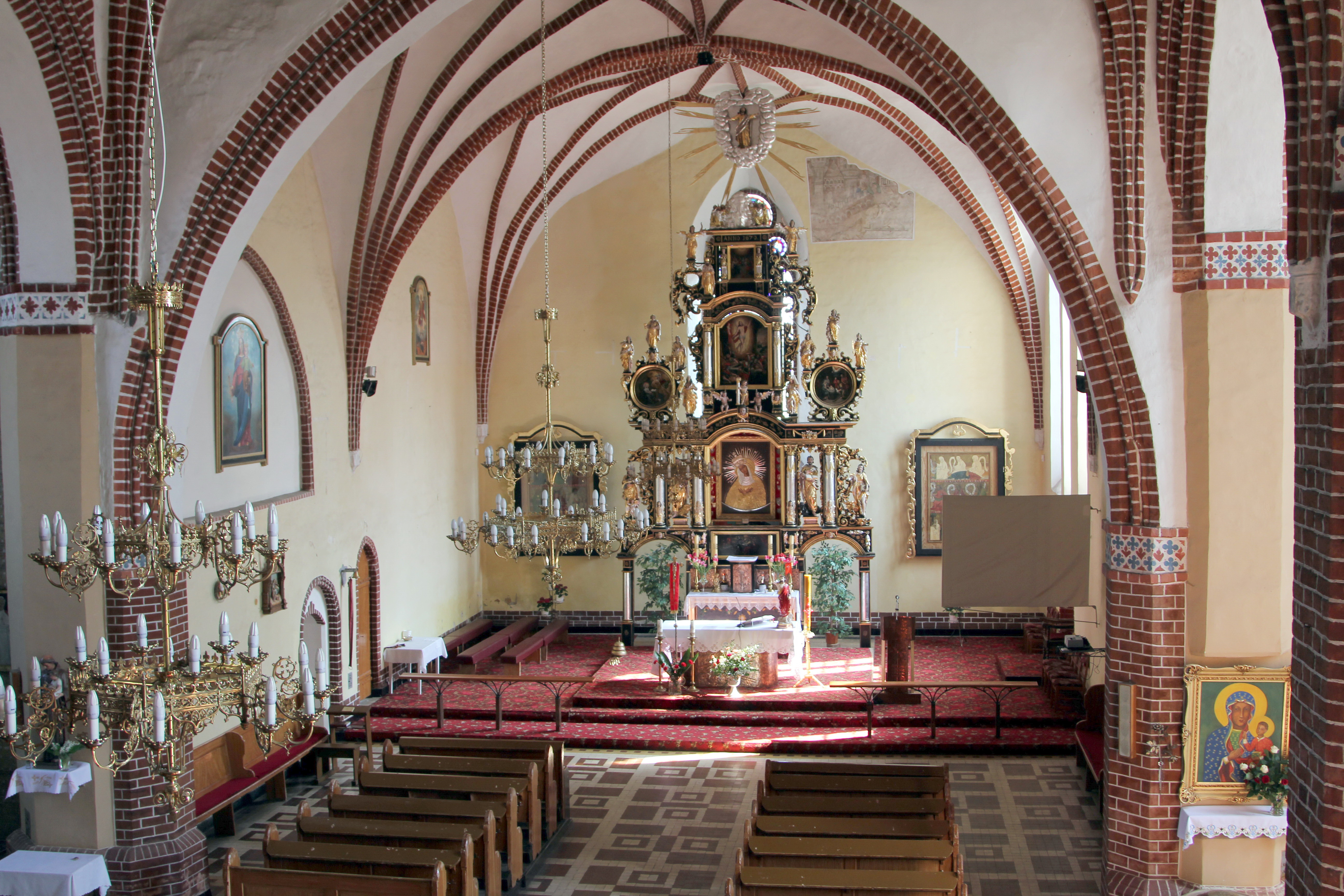
Wnętrze kościoła

Jest to budowla halowa, o trzech nawach, wybudowana w stylu gotyckim. Wzniesiona głównie z czerwonej cegły. Wydzielone, prosto zamknięte prezbiterium jest niższe od pozostałych części kościoła, które zostały opięte skarpami i tynkowanymi blendami. Okna mają kształt ostrołukowy. W części zachodniej umieszczona jest trzykondygnacyjna wieża wyrastająca z korpusu świątyni, podzielona blendami i podwójnymi łukami. Nakryta jest hełmem najpierw w kształcie bani, a następnie ośmiokątnej nadbudowy i iglicy zakończonej krzyżem. Na wysokości 36 metrów wieża jest otoczona galeryjką, nad którą są zawieszone dzwony. Wieża Jest zwieńczona półokrągłą wieżyczką, na którą można wejść schodami. Przy prezbiterium jest umieszczona niska zakrystia, a nad nią kaplica (w kształcie loży). Z drugiej strony, nad wejściem do kaplicy grobowej jest umieszczony klasycystyczny tynkowany portal z drugiej połowy XIX wieku. W górnej części kaplicy jest umieszczony balkon, który łączy się z prezbiterium. W nawie głównej i prezbiterium znajdują się sklepienia gwiaździste podparte ośmiobocznymi filarami. Dwuprzęsłowe prezbiterium od nawy głównej (o identycznej szerokości) jest oddzielone łukiem tęczowym. Na ścianie wschodniej prezbiterium znajduje się tylko jedno okno, natomiast na południowej – trzy, z których dwa pochodzą z późniejszego okresu.